# روري لويس
روري لويس (بالإنجليزية: Rory Lewis)‏ هو مصور بريطاني، ولد في 5 أكتوبر 1982 في تشستر في المملكة المتحدة.